# Georgi Catoire
Georgi Lvovich Catoire (Moscou, 27 de abril de 1861 — Moscou, 21 de maio de 1926) foi um compositor russo de ascendência francesa.
Estudou piano com Karl Klindworth e composição com Rimsky-Korsakov e Anatoly Liadov. Sua música revela influência de Richard Wagner e, principalmente, de Tchaikovsky.
É autor de obras sinfônicas, de música de câmara, obras corais, da cantata Russalka, além de composições para piano.

## Discografia
- Poemas para voz e piano.  Yana Ivanilova, soprano, Anna Zassimova, piano. [Antes Edition, 2013]
- Música de câmara (música ambiente, Hyperion)[1]
- Música para piano (Marc-Andre Hamelin, Hyperion)[2]

- Trabalhos para Violino e Piano:

Sonata Op. 15, Poème Op. 20 [2ª Sonata]
Elégie Op. 26
Romanze Op. 1 No.4  [Version for Violin&Piano]
Laurent Albrecht Breuninger, Violin,
Anna Zassimova, Piano.
cpo 777 378-2
- Piano Music

Prélude As-Dur [Composition du jeune age]; Op. 12, Quatre Morceaux: Chant du Soir, Méditation, Nocturne, Etude fantastique; Op.34, Poème No.1 e-moll [first record], Poeme Op. 34 No.2 C-Dur. Anna Zassimova, Piano. CD „Vergessene Weisen“  [Forgotten Ways] –  Russian Music at the turn of the 20th  Century. Works for piano by Nicolas Medtner, Georgy Catoire, Alexander Skryabin, Nicolai Roslavez. ANTES EDITION, BM 31.9249, 2009